# 76-мм зенитная пушка образца 1931 года (3-К)
3-К (индекс ГАУ — 52-П-361) — 76-мм полуавтоматическая зенитная пушка, разработанная в 1931—1932 годах на заводе № 8 по образцу 7,5-см зенитной пушки немецкой фирмы «Рейнметалл».

## История создания
28 августа 1930 года общество БЮТАСТ (подставная контора фирмы «Рейнметалл») подписала контракт на поставку в СССР четырёх опытных образцов и технологии изготовления 7,5-см зенитных пушек (7,5 cm Flak L/59), которые в тот момент ещё проходили испытания. 7 июня опытный образец был доставлен на Научно-испытательный артиллерийский полигон, и уже на следующий день были начаты стрельбы с целью подбора заряда для достижения заданной начальной скорости снаряда в 820—830 м/с.
На основании полученной от фирмы «Рейнметалл» технологии завод № 8 изготовил три или четыре опытных образца зенитной пушки, получившей заводской индекс 3-К. Рабочие чертежи готовили Г. П. Тагунов и Н. Горохов. Оригинальные образцы, изготовленные в Германии, в феврале-апреле 1932 года прошли испытания на Научно-исследовательском зенитном полигоне совместно с образцами, изготовленными на заводе № 8. В том же году пушка была принята на вооружение под названием «76-мм зенитная пушка обр. 1931 г.».
Пушка обр.1931 года, являясь современным специально спроектированным зенитным орудием, вытеснила в РККА все прочие образцы зенитных орудий и с 1933-34 годов была принята как единый образец вооружения зенитно-артиллерийский частей. По своим баллистическим качествам эта пушка давала возможность вести действительную борьбу с боевыми самолётами 1930-х годов  на высотах до 7000 м.
Серийный выпуск начался в 1932 году, но в связи с внесением 44-х изменений в конструкцию, сдача пушек происходила уже со следующего года. Всего в 1933 году сдали 175 орудий. В 1934 году пушки не сдавались. В 1935 году сдали 374 пушки. Выпуск 1936 и 1937 годов пока точно не известно (около 1350). В 1938 году было сдано 900 орудий, в 1939—1706, на чем, к январю 1940 года, производство 3-К прекратилось. Таким образом общий выпуск составил около 4550 пушек, включая от 20 до 40 орудий без лафетов для САУ 29К.
К 1 октября 1938 года в КБ завода № 8 был разработан синхронно-следящий привод системы академика М. П. Костенко. В следующем году на смену 3-К была принята на вооружение 76-мм зенитная пушка образца 1938 года на новом четырёхколёсном лафете.
На 1 января 1941 года на балансе ГАУ КА состояло 3821 орудий, из которых 263 требовали текущего ремонта и 78 заводского.
На 22 июня 1941 года в РККА состояла 3821 пушка 3-К и ещё 682 были в ВМФ.

## Варианты установки орудия
Пушка монтировалась на двухколёсной повозке ЗУ-29 (с четырьмя откидными опорными станинами) производства Брянского завода им. Кирова, проблема которой состояла в неустойчивости при движении по пересечённой местности.
29К — индекс ЗСУ на шасси грузовика. Партия из 20 (возможно, 40) орудий была смонтирована на шасси грузовика ЯГ-10. 
СУ-6 — зенитная самоходная установка на базе Т-26, также разработанная в 1934 году. В марте 1936 года, задолго до окончания испытаний, было принято решение об изготовлении 14 экземпляров СУ-6, из них четыре под пушку 3-К, а остальные под 37-мм зенитные автоматы Шпитального. К моменту окончания испытаний в январе 1937 года четыре шасси были собраны, а остальные находились в разных стадиях готовности. Однако отчёт о полигонных испытаниях поставил под сомнение целесообразность дальнейшей работы над СУ-6.
СУ-8 — советская опытная зенитная самоходная артустановка межвоенного периода на базе танка Т-28. Единственный недостроенный прототип был в конце 1934 года разобран и переделан обратно в танк, а в 1935 году свернули все работы по данной ЗСУ. 
Кроме того, пушка устанавливалась на тумбовых установках бронепоездов.
Корабельный вариант — установки 34-К, 39-К и 81-К.

## Конструкция
Пушка обр. 1931 года была вполне современным орудием с хорошими баллистическими характеристиками. Её лафет с четырьмя откидными станинами обеспечивал круговой обстрел, причём при весе снаряда 6,5 кг вертикальная дальность стрельбы составляла 9 км. Существенным недостатком пушки являлось то, что перевод её из походного положения в боевое занимал относительно много времени (более 5 минут) и представлял собой довольно трудоёмкую операцию.
Конструкция пушки состоит из следующих основных частей: ствола с затвором, люльки с противооткатными устройствами, вертлюга с механизмами наводки, уравновешивающим механизмом, прицельными приспособлениями и щитовым прикрытием, а также из тумбы и платформы с передним и задним ходом. Ствол с затвором и люлька с противооткатными устройствами составляют качающуюся часть орудия. Качающаяся часть вместе с вертлюгом и собранными на нём механизмами составляют вращающуюся часть орудия. К неподвижным частям относятся тумба и платформа с передним и задним ходами.
76-мм зенитная пушка обр. 1931 года является полуавтоматической пушкой, так как открывание затвора, экстрактирование стреляных гильз и закрывание затвора во время стрельбы производятся автоматически, а подача патронов в патронник и выстрел производятся вручную. Наличие механизмов полуавтоматики обеспечивает высокую боевую скорострельности пушки — до 20 выстрелов в минуту. Подъёмный механизм позволяет вести огонь в диапазоне углов вертикальной наводки от −3° до +82°. В горизонтальной плоскости стрельба может вестись в любом направлении.
| Справочные данные                                                                                  |                                    |
| Длина трубы (лейнера)                                                                              | 3964 мм                            |
| Длина нарезной части от начала нарезов                                                             | 3379,5 мм                          |
| Длина патронника от начала нарезов до казённого среза трубы                                        | 584,5 мм                           |
| Число нарезов                                                                                      | 28                                 |
| Длина хода нарезов                                                                                 | 28 клб.                            |
| Объём зарядной каморы при осколочной гранате                                                       | 2,815 дм³                          |
| Объём зарядной каморы при бронебойно-трассирующих снарядах                                         | 2,876 дм³                          |
| Высота линии огня от грунта при опущенных упорах                                                   | 1555 мм                            |
| Откат: длинный нормальный короткий нормальный                                                      | от 950 до 1150 мм от 600 до 700 мм |
| Тормоз отката                                                                                      | Стеол, 7,1 л                       |
| Накатник, жидкость: количество жидкости начальное давление                                         | Стеол 10,8 л от 48 до 50 кг/см²    |
| Длина системы в походном положении                                                                 | 6700 мм                            |
| Высота системы в походном положении                                                                | -                                  |
| Ширина системы в походном положении по колпакам колёс                                              | 2210 мм                            |
| Высота системы в боевом положении: при угле 0° при угле 82°                                        | около 1857 мм около 5300 мм        |
| Длина системы в боевом положении между наружными краями опорной коробки упоров основания платформы | 5357 мм                            |
| Ширина системы в боевом положении                                                                  | 5357 мм                            |
| Ширина хода                                                                                        | 1800 мм                            |
| Клиренс                                                                                            | 400 мм                             |
| Вес ствола с затвором                                                                              | 924 кг                             |
| Вес откатных частей                                                                                | 950 кг                             |
| высота действенного огня                                                                           | 8500 м                             |
| начальная скорость снаряда                                                                         | 815 м/с                            |

## Снаряды
| Снаряды к 76-мм зенитным пушкам обр. 1931 г. и 1938 г. | Снаряды к 76-мм зенитным пушкам обр. 1931 г. и 1938 г. | Снаряды к 76-мм зенитным пушкам обр. 1931 г. и 1938 г. | Снаряды к 76-мм зенитным пушкам обр. 1931 г. и 1938 г. | Снаряды к 76-мм зенитным пушкам обр. 1931 г. и 1938 г. | Снаряды к 76-мм зенитным пушкам обр. 1931 г. и 1938 г. |
| Наименование снаряда и его индекс                      | Взрыватель или трубка                                  | Вес снаряда с взрывателем, кг                          | Длина снаряда без взрывателя, клб.                     | Вес разрывного или вышибного заряда, кг                | Вес взрывателя, кг                                     |
| ------------------------------------------------------ | ------------------------------------------------------ | ------------------------------------------------------ | ------------------------------------------------------ | ------------------------------------------------------ | ------------------------------------------------------ |
| Осколочная стальная граната О-361К                     | КТМ-1                                                  | 6,95                                                   | 3,3 (без переходной головки)                           | 0,458                                                  | 1,057 (с переходной головкой)                          |
| Осколочная дистанционная стальная граната О-361Д       | Т-5                                                    | 6,61                                                   | 3,3                                                    | 0,458                                                  | 0,714                                                  |
| Осколочная дистанционная стальная граната О-361        | Т-5                                                    | 6,61                                                   | 2,8                                                    | 0,182                                                  | 0,714                                                  |
| Шрапнель стержневая с двумя поясками Ш-361             | Т-3УГ                                                  | 6,61                                                   | 3,0                                                    | 0,084 (вышибной заряд)                                 | 0,636                                                  |
| Шрапнель стержневая с двумя поясками Ш-361А            | Т-3УГ                                                  | 6,51                                                   | 3,0                                                    | 0,084 (вышибной заряд)                                 | 0,445                                                  |
| Бронебойно-трассирующий снаряд БР-361                  | МД-5                                                   | 6,50                                                   | 3,6 (с баллистическим колпачком)                       | 0,119                                                  | 0,105 (с трассёром)                                    |
| Бронебойно-трассирующий снаряд БР-361СП                | Нет                                                    | 6,50                                                   | 3,5 (с баллистическим колпачком)                       | Нет                                                    | -                                                      |

## Применение во время Гражданской войны в Испании[4]
В январе 1937 года в Испанскую республику было доставлено 32 орудия с приборами управления зенитным огнём «Вест». Позднее к ним, для эффективной зенитной обороны объектов, доставили 16 прожекторов З-15-4.
Из данных орудий формируется 8 батарей (по 4 орудия в каждой). Центром формирования и обучения батарей был город Альбасете, где имелся подходящий артиллерийский полигон (район Чинчилия). Формирование проходило в тяжелых условиях: малочисленность советских инструкторов, недостаток переводчиков (обучение проходили как сами испанцы, так и немцы, чехи, французы), недостаток казарм и зимнего обмундирования, медленные темпы доставки испанских солдат на обучение, саботаж и сопротивление со стороны старых генералов — представителей старой испанской армии, которые не придавали зенитной артиллерии значения. Из-за срочности формирования и большой нужды войск в орудиях, некоторые батареи отправлялись на оборону объектов даже без учебных стрельб.
- 29 января 1937 г. — сформирована 1-я испанская зенитная батарея. 11 февраля, после 10-ти дневной учёбы, перебрасывается на оборону Альмерии.
- 3 — 4 февраля 1937 г. — формируется три батареи (французская, немецкая и чешская) в составе 1-го интернационального зенитного дивизиона. 13 февраля 1937 г. он перебрасывается на фронт и обороняет район Арганда-Чинчон к югу от Мадрида.
- 5 — 8 февраля 1937 г. — формируется 5-я испанская зенитная батарея, за счёт личного состава снятого с картахенских 105-мм зенитных пушек Виккерса, проводят учебные стрельбы в том числе по воздушной мишени («рукаву»). После обучения батарея остаётся для обороны Альбасете (аэродром, артсклады, город и жд-узел).
- 12 — 14 февраля 1937 г. — из группы коммунистов, прибывших из Мадрида, формируется 6-я испанская зенитная батарея, которая с 1 марта отправляется на его оборону.
- 20 — 22 февраля 1937 г. — формируется 7-я испанская зенитная батарея, которая 1 марта отправляется на оборону Валенсии.
- 22 — 23 февраля 1937 г. — формируется 8-я испанская зенитная батарея, также для обороны Мадрида.

С появлением этих зенитных батарей противнику пришлось существенно изменить свою тактику, которая ранее была основана на том, что истребители ПВО не способны моментально оказаться у атакуемого объекта. Особенно если самолёты противника принимали меры для сокрытия своего приближения, например подлёт на малых высотах в условиях гористой местности.

### Боевые действия (февраль 1937 г.)

#### 1-я батарея
Некоторое время, после развёртывания батареи противник прекратил дневные налёты, но затем начал практически ежедневные (бывало, что не единичные) попытки атаковать охраняемый район. Большинство самолётов разворачивались назад не достигнув цели, 2 самолёта сбиты. Противник поражался в основном на предельной дистанции и к городу и к порту не подпускался.

#### Интернациональный войсковой зенитный дивизион
Ранее на участке обороны дивизиона противник чувствовал себя свободно, а с появлением зенитных батарей положение его сильно усложнилось. Три батареи создавали зону сильного зенитного огня, который не выдерживали самолёты противника и уходили обратно сбросив бомбы на пустыри и где попало. После многочисленных попыток, противник вовсе прекратил дневные налёты, совершая лишь ночные вылеты так как батареи ещё не имели прожекторов. Было сбито не менее 4-х самолётов. Орудия и ПУАЗО работали хорошо.

### Выводы сделанные советскими специалистами
76-мм зенитные пушки 3-К своими успешными действиями сильно подняли авторитет зенитной обороны, так как ранее в испанской армии в основном использовались устаревшие и малоэффективные зенитные орудия. Сильный зенитный огонь способствовал тому, что многие бомбардировщики не выполняли своих задач и возвращались обратно или сбрасывали бомбы в «пустоту». Оказалось, что даже при очень короткой подготовке расчёты быстро набираются опыта уже в боевых условиях, если к ним приставлены нужные специалисты, и показывают хорошие результаты.
Сочетание в системе ПВО истребительной авиации с зенитной артиллерией заставляет противника иногда совсем отказываться от налётов в светлое время суток.

#### Недостатки
Были выявлены и недостатки в работе зенитной артиллерии:
- 1) командир зенитного дивизиона не имеет возможности управлять огнём всех батарей, так как ПУАЗО управляют каждой батареей отдельно;
- 2) командиры батарей часто выбирают в качестве целей более близкие к ним (по дальности и высоте) истребители, а не бомбардировщики;
- 3) снаряды со стержневой шрапнелью показали низкую эффективность против авиации противника. А наземные цели практически не получают урона при наличии даже лёгкого бронирования (например орудия с бронещитами) или оборудованного укрытия. Требуется разработка фугасных снарядов с взрывателями ударного (мгновенного) действия;
- 4) расчёты плохо отличают в небе силуэты «своих» и «чужих» самолётов;
- 5) орудие имеет высокую линию огня, высокую начальную скорость снаряда и настильную траекторию, что полезно при зенитном огне, но затрудняет огонь по наземным целям: орудие практически нельзя скрыть за укрытиями и оно в большинстве случаев находится в прямой видимости своей же цели (на открытой или полуоткрытой позиции);
- 6) хоть стрельба и возможна на дальность до 13-15 км, дистанционная трубка имеет время горения не превышающее дальности в 8 — 8,5 км. Противника в такой близости рациональнее поражать традиционной артиллерией, а не тратить ресурс зенитных орудий;
- 7) отсутствие специализированных прицельных приспособлений и «таблиц стрельбы» для стрельбы по наземным целям.

## Бывшие операторы
- СССР — орудие было принято на вооружение РККА и принимало участие в советско-финской и Великой Отечественной войнах.
- Эстония — в декабре 1939 года прибывшая в СССР эстонская военная делегация заказала 12 зенитных орудий обр. 1931 года. После переговоров, советская сторона продала Эстонии 12 зенитных орудий обр. 1931 года с лейнированными стволами, 6 тысяч снарядов к ним, оборудование для зенитного дивизиона (три дальномера, три прибора ПУАЗО с телефонизацией и освещением, 9 командирских зенитных труб), справочную и техническую литературу. Поставленные орудия, снаряды и оборудование были переданы эстонской стороне в Таллине в период с 31 января до 8 февраля 1940[5]
- Нацистская Германия — трофейные орудия (7,62 cm Flak M31(r)), большинство пушек переделано с изменением калибра на 88 мм — под германский боеприпас к 8,8 cm Flak 18 (8,8 cm Flak M31(r)); 1 или 2 такие пушки поставлены в Финляндию.
- Вторая Испанская Республика — не менее 32 орудий были поставлены СССР для Испанской республики в январе 1937 года и использовались в ходе войны в Испании[4].
- Финляндия — трофейные орудия. Через некоторое время после войны из системы ПВО переданы в береговую оборону, окончательно сняты из резерва в 1980-е годы.

## Зарубежные аналоги
- Type 88 75 mm AA Gun
- Vickers Model 1931
- Cannone da 75/46 °C.A. modello 34
- 75 mm/50 Model 1927
- 75-мм зенитная пушка образца 1936 года[пол.]

## Где можно увидеть
- Россия — Музей отечественной военной истории в деревне Падиково Истринского района Московской области.
- Россия — Музей военной техники Уральской горно-металлургической компании, г. Верхняя Пышма Свердловской области.
- Эстония — в Таллине, во второй экспозиционной части Эстонского морского музея, расположенной в Лётной гавани (Леннусадам).
- Финляндия — различные финские музеи и натурные постаменты.

## Галерея
- Орудийный расчёт младшего сержанта И.Джепа, сбивший три фашистских самолёта. 1 июля 1941 г.
- Фотография 76-мм зенитной пушки обр. 1931 г. 29 июня 1941 г.
- «Зенитный расчет при обороне Москвы». На переднем плане планшет-построитель системы Вест-IV (ПУАЗО-2).
- Зенитная артиллерия на огневой позиции. 29 августа 1941 г.
- Орудийный расчёт младшего сержанта П. Смирнова 31 октября 1941 г.
- 3-К на платформе ЗУ-29 в финском музее
- Пушка защищает небо блокадного Ленинграда на стрелке Васильевского острова, декабрь 1942